# Rajd Krokusy 1983
Rajd Krokusy 1983 – 8. edycja Rajdu Krakowskiego Krokusy. Był to rajd samochodowy rozgrywany od 15 do 17 kwietnia 1983 roku. Była to pierwsza runda Rajdowych Samochodowych Mistrzostw Polski w roku 1983. Rajd składał się z trzydziestu dwóch odcinków specjalnych i jednej próby SW, dwa odcinki (szósty i jedenasty) odwołano. Został rozegrany na nawierzchni asfaltowej i szutrowej. Zwycięzcą rajdu został Marian Bublewicz.

## Wyniki końcowe rajdu[1][2]
| Miejsce | Kierowca            | Pilot               | Samochód              | Czas      | Strata   | Grupa Klasa |
| ------- | ------------------- | ------------------- | --------------------- | --------- | -------- | ----------- |
| 1       | Marian Bublewicz    | Ryszard Żyszkowski  | Opel Kadett GT/E      | 2:14:48.3 | -        | II/9-15     |
| 2       | Wiktor Polak        | Marcin Osiowski     | Talbot Sunbeam TI     | 2:21:29.8 | +6:41.5  | II/8        |
| 3       | Ryszard Granica     | Tomasz Szostak      | Renault 5 Alpine      | 2:25:12.7 | +10:24.4 | II/8        |
| 4       | Józef Ważny         | Janusz Książkiewicz | FSO 1500 A            | 2:32:03.4 | +17:15.1 | A-FSO       |
| 5       | Paweł Przybylski    | Jan Matłacz         | Polski Fiat 125p 1500 | 2:32:09.4 | +17:21.1 | II/8        |
| 6       | Grzegorz Malinowski | Marek Pawłowski     | FSO 1500              | 2:33:51.3 | +19:03.0 | A-FSO       |
| 7       | Marek Sadowski      | Wojciech Malanowski | Polski Fiat 125p 1500 | 2:36:44.4 | +21:56.1 | I/1-8       |
| 8       | Jerzy Kobyliński    | Piotr Perłowski     | Renault 5 Alpine      | 2:38:27.6 | +23:39.3 | I/1-8       |
| 9       | Janusz Szerla       | Krzysztof Janarek   | Polski Fiat 126p 650  | 2:42:31.2 | +27:42.9 | II/1-3      |
| 10      | Tomasz Szczęsny     | Marek Jaczewski     | Polski Fiat 125p 1500 | 2:45:55.5 | +31:07.2 | A-FSO       |